# Sveta Barbara, Škofja Loka
Sveta Barbara este o localitate din comuna Škofja Loka, Slovenia, cu o populație de 100 de locuitori.